# سن-مدار، کبک
سن-مدار (به فرانسوی: Saint-Médard) شهری در منطقه شهری له باسک ناحیه با-سن-لوران در استان کبک کانادا است. در سرشماری سال ۲۰۱۱ این شهر ۲۷۱ نفر جمعیت داشته‌است و مساحت آن ۶۷٫۵۹ کیلومتر مربع است.